# Gran Escalera del RMS Titanic

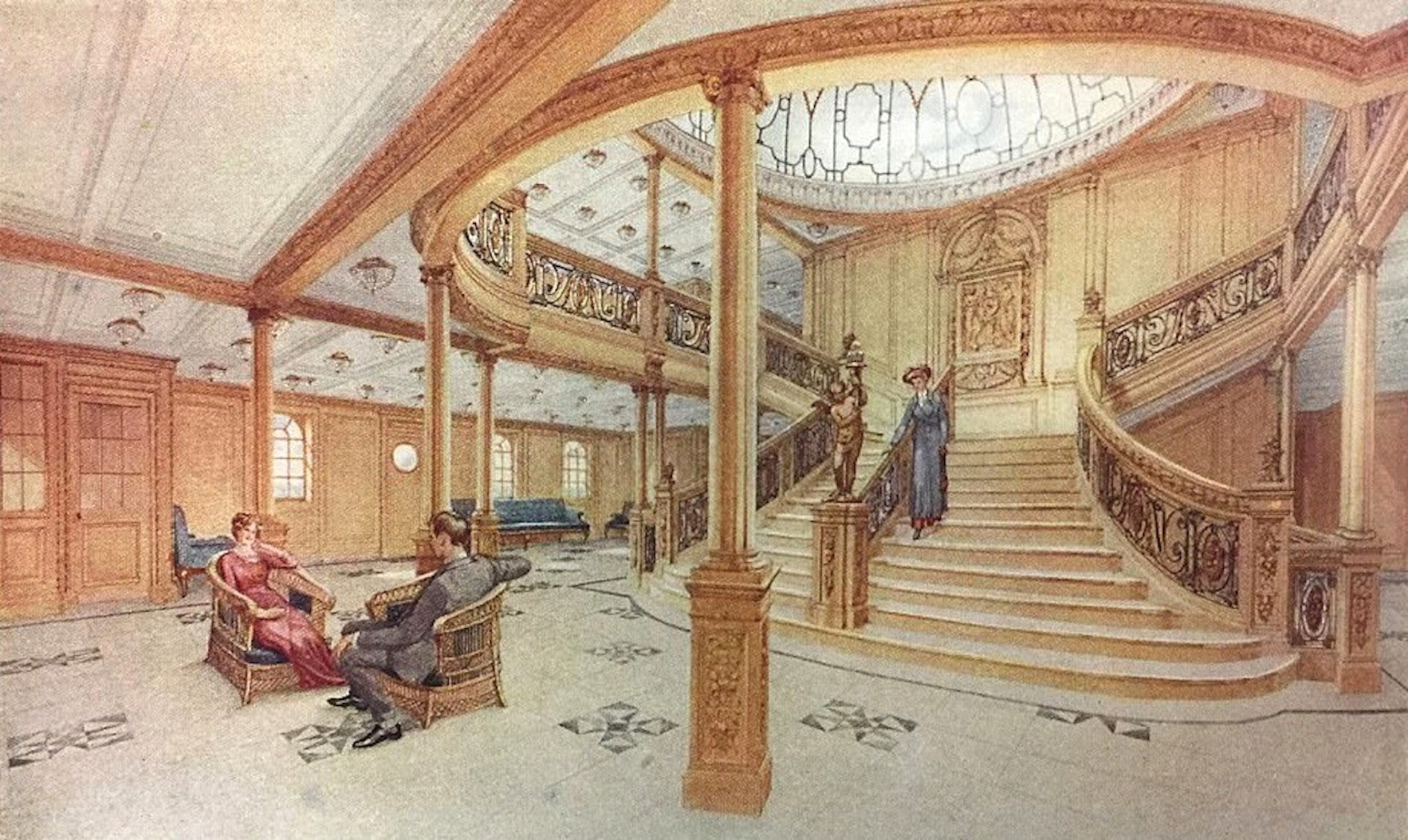
Ilustración de la Gran Escalera de primera clase del y del, hacia 1912. El diseño de la escalera y su ornamentación era muy similar en ambos barcos. Lamentablemente, no existen fotografías conocidas de la Gran Escalera del Titanic.

La Gran Escalera era una de las dos escalinatas que servían como entrada de la primera clase del transatlántico RMS Titanic, de la naviera White Star Line, así como el elemento decorativo más conocido del barco. En el Titanic había dos escaleras, la principal estaba situada en la sección de proa, entre las chimeneas n.° 1 y 2; y la segunda se ubicaba en la sección de popa, entre las chimeneas n.° 3 y 4.
Ambas escalinatas fueron diseñadas para el uso exclusivo de los pasajeros de primera clase. La escalera de proa descendía cinco niveles por debajo de la cubierta de botes hasta la cubierta E con gran apariencia y continuaba hasta la cubierta F como una escalera común. En la cubierta D, próxima al comedor y a las puertas de embarque, se convertía en una gran sala de recepción con capacidad para, aproximadamente, 550 personas.  
Cerca de la escalera, se instalaron los tres ascensores que el barco incluía dentro de sus instalaciones de primera clase. La escalera poseía una cúpula de hierro y cristal que permitía la entrada de luz natural durante el día a través de claraboyas, y una araña de cristal en el centro que la iluminaba por la noche, junto a las varias decenas de lámparas que iluminaban toda la escalera, entrada y vestíbulos del buque. Los pasamanos y las guirnaldas de bronce brillante se inspiraban en los diseños de la corte de Luis XIV. El artesonado y las molduras fueron manufacturadas por maestros artesanos al estilo William and Mary. 
Las escaleras contenían paneles de roble en las paredes, esculturas talladas, y querubines de bronce en cada cubierta de la escalera. Solo en la recepción del comedor en la cubierta D, el querubín fue reemplazado por un candelabro eléctrico. En la escalera delantera había instalado un reloj rodeado de un roble tallado intrincado que representaba "el Honor y la Gloria coronando al Tiempo", mientras que la escalera de popa tenía un reloj más sencillo. Los vestíbulos centrales de las cubiertas B, C, D y E contenían pinturas al óleo de bodegones y paisajes en lugar del reloj de la cubierta A. Estos probablemente fueron pintados por un artista de Belfast en comisión a Harland & Wolff.

## Descripciones históricas
La Gran Escalera delantera, ubicada en la sección de proa del barco, aparece descrita de manera detallada en un folleto publicitario de la White Star Line, datado de 1911, titulado: «"Olympic" & "Titanic", the Largest Steamers in the World», en el cual aparecen ilustraciones en color de los interiores de los buques (por supuesto, en el folleto también se incluía a la Gran Escalera). La descripción sobre la escalera dice lo siguiente:
"Saliendo de la cubierta, se accede al interior del barco por una de las puertas que dan acceso a su interior. De repente, como por arte de magia, de inmediato, uno pierde la sensación de encontrarse a bordo de una embarcación, y en cambio, pareciera que se encuentran visitando alguna gran casa de la costa, cuando realmente, se trata del vestíbulo de la nave. Los dignos y simples paneles de roble que cubren las paredes están enriquecidos, en algunas zonas, por elaborados trabajos de tallado de la madera; que recuerda los días en los que Grinling Gibbons colaboraba con su gran contemporáneo, Christopher Wren.
En medio de la sala, se levanta una grandiosa escalera curvada, con balaustradas sostenidas por ligeras volutas de hierro, decoradas con toques ocasionales de bronce en forma de flores y follaje. Hacia el nivel más alto, una gran cúpula de hierro y cristal arroja un torrente de luz natural por toda la escalera, y en el rellano ubicado justo por debajo de ella, un gran panel tallado aporta una nota de la riqueza empleada durante la construcción, comparada con el resto de panelado de los muros, cuya decoración es más sencilla y maciza. El panel contiene un reloj, a cada lado del cual hay una figura femenina, que simbolizan al "Honor y la Gloria coronando al Tiempo". Al asomarse por las balaustradas y al mirar hacia abajo, se observa un conjunto de escaleras que descienden varios niveles más, y al desviarse, los pasajeros se encuentran con tres ascensores, que se deslizan suavemente y que les conducirá rápidamente a cualquier otro de los numerosos niveles del barco que deseen visitar sin la necesidad de recorrer todas las escaleras al subir o bajar de cubierta.

La escalera es una de las características principales del buque y será muy admirada por ser, sin duda, la mejor pieza de mano de obra de su tipo a flote".

## Estilo y decoración

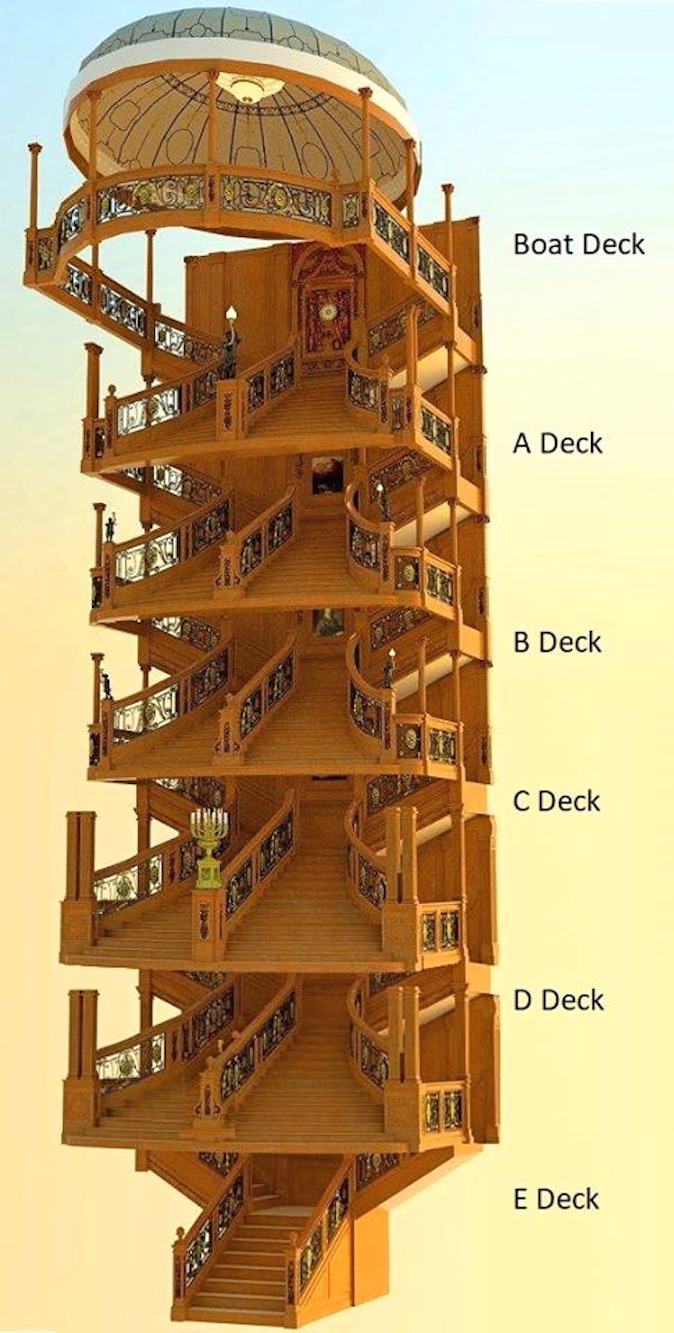
Representación gráfica de la Gran Escalera de proa, junto con sus distintos niveles.

En el nivel de la cubierta de botes, además de observarse desde el nivel de la cubierta A, la escalera presentaba una gran cúpula de hierro forjado y cristal que permitía la entrada de luz natural durante el día. La cúpula estaba bordeada con un entablamento de yeso delicadamente moldeado y estaba cubierta por una reja acristalada que la protegía de los elementos del tiempo, y que, además, contenía el sistema de alumbrado que iluminaba la parte exterior de la cúpula por la noche. En el centro de la cúpula, se encontraba una gran araña de cristal, iluminada por 50 luces.
Cada escalera fue construida en madera de roble macizo, y cada balaustrada contenía elaboradas rejas de hierro forjado con guirnaldas de ormolú al estilo Luis XIV. 

Las escaleras medían 6 metros de ancho y se proyectaban a 5 metros del mamparo estanco. Los pasillos circundantes de la entrada fueron decorados con los mismos paneles de roble pulido tallados en el estilo neoclásico William & Mary. Los paneles de los pedestales sobre los que descansaban las barandillas fueron tallados con guirnaldas en alto relieve, cada una de diseño único, y coronadas en la cima por fastigios tallados con forma de piña.

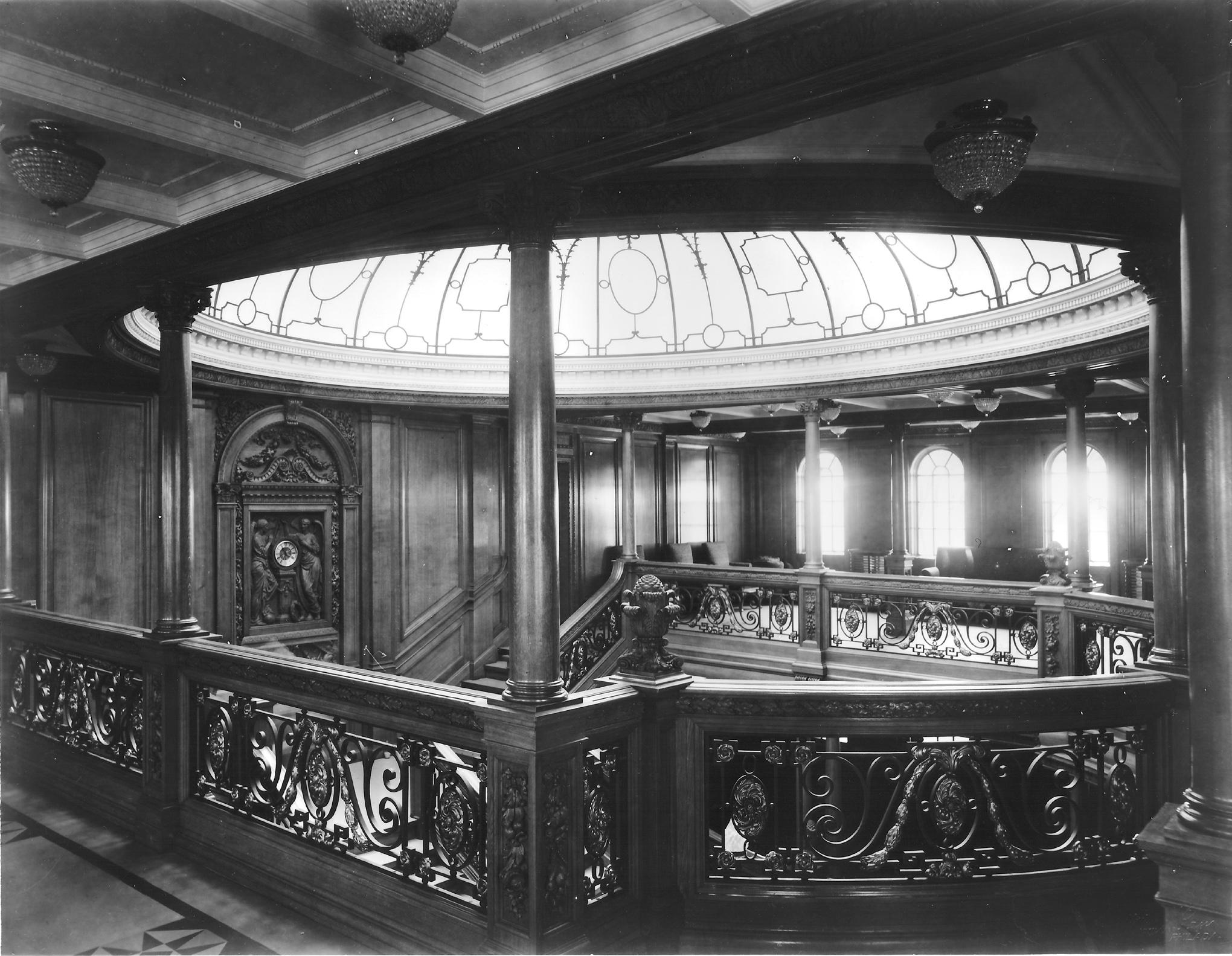
Nivel superior de la Gran Escalera del, barco gemelo del Titanic, ubicado en el nivel de la cubierta de botes. En este nivel, se ubicaban el reloj tallado del "Honor y la Gloria coronando al Tiempo" y la cúpula de cristal que proporcionaba luz natural a toda la estancia.

Justo detrás de la escalera había tres huecos que albergaban los ascensores, que proporcionaban a los pasajeros acceso desde sus camarotes a cualquiera de las cubiertas del barco. Para los suelos, se colocaron baldosas de linóleo en color crema, intercaladas con medallones negros. Se proporcionaron sillones y sofás tapizados en color azul a ambos lados de la escalera. En el nivel de la cubierta de botes, había un piano que permitía a la orquesta del barco realizar conciertos improvisados en la escalera.
En el rellano central de la escalera a su paso por la cubierta A, había un reloj tallado, que se encontraba flanqueado por dos figuras alegóricas que simbolizaban "la Coronación del Tiempo por parte del Honor y la Gloria". En la base de la escalera de esta cubierta, el pedestal del centro estaba coronado por un querubín de bronce, sosteniendo una antorcha iluminada. 
En los niveles de la escalera a su paso por las cubiertas B y C, la configuración de las decoraciones era diferente, debido a que dos querubines (réplicas del de la cubierta A, aunque más pequeños) coronaban los pedestales de ambos extremos de la escalera, siendo el central coronado con el fastigio de una piña tallada. En el nivel de la cubierta D, cuando la escalera se abría paso hacia la sala de recepción, el pedestal del centro sostenía un enorme candelabro eléctrico en color dorado.
Los descansillos centrales de las escaleras de las cubiertas B, C, D y E estaban decorados con pinturas al óleo que representaban paisajes y escenas de naturaleza muerta, que se cree que serían pintados por un artista local de la ciudad de Belfast por encargo del astillero de Harland & Wolff.

## Ubicación
Ubicada en la parte delantera del barco, la Gran Escalera era la principal comunicación entre las cubiertas para los pasajeros de primera clase y el punto de entrada a numerosas salas públicas. Descendía en siete niveles entre las cubiertas del barco. Justo al frente de la escalera, un pasajero podía doblar la esquina y encontrar los tres ascensores de primera clase que comunicaban con las escaleras de la cubierta A y E.

### Cubierta de botes
El nivel de la cubierta de botes de la escalera funcionaba como un balcón interior con vista a la escalera y la cubierta A abajo. Este nivel tenía 56 pies de altura. El gimnasio se encontraba justo al lado de la entrada de la escalera por el lado de estribor. Los cuartos de los oficiales y la sala Marconi también eran accesibles a través de dos corredores que se ramificaban hacia delante desde ambos lados de la escalera. Este nivel estaba revestido con ventanas arqueadas que proporcionaban abundante luz natural a la escalera durante el día.

### Cubierta A

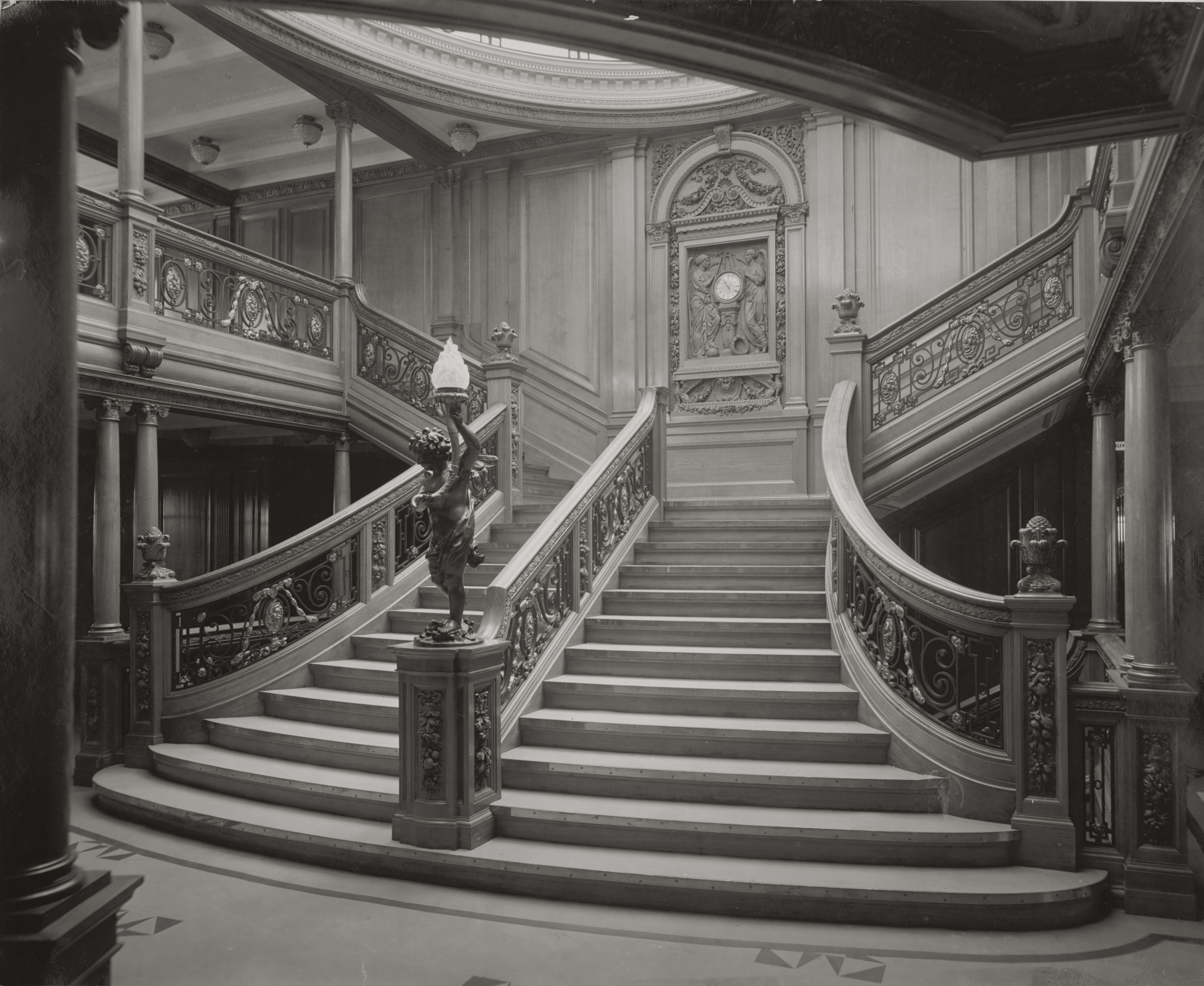
La Gran Escalera de primera clase del, a su paso por el nivel de la cubierta A. El diseño de la escalera y su ornamentación era muy similar a la de su famoso buque hermano, el.

Fuera de la cubierta A, un largo camino de popa corría a lo largo del costado de estribor, conectando a los pasajeros con la sala de lectura y correspondencia, así como también con el salón principal, ubicado en el extremo más lejano, al que se ingresaba por puertas giratorias. Dos vestíbulos de entrada, conectaban a los pasajeros con la cubierta de paseo, y dos pasillos hacia delante de la escalera daban acceso a los camarotes de primera clase de la cubierta A. Un mapa enmarcado de la ruta del Atlántico Norte donde el progreso del Titanic se actualizaba todos los días al mediodía, probablemente se encontraba en el lado de babor o estribor de la sala. 

### Cubierta B
Justo al lado de la escalera en la cubierta B se encontraban las dos Parlour Suites (en español: Suites Millonarias), así como dos vestíbulos de primera clase cerrados a lo largo de cada lado. La mayor parte de la cubierta B estaba ocupada por camarotes de primera clase, los mejores y más grandes ofrecidos.

### Cubierta C
En la cubierta C estaba la oficina de los mayordomos o sobrecargos, justo al lado de la escalera en el lado de estribor. Los pasajeros podían almacenar sus objetos de más valor allí y enviar los telegramas enviados a través de un tubo neumático a la sala de telegrafía Marconi. También se podían comprar artículos pequeños como tarjetas postales, pagar boletos para los baños turcos, para la cancha de squash, reservar tumbonas, revisar juegos de mesa y solicitar su asiento en el comedor, entre otros servicios. Las largas pasarelas se bifurcaban desde la escalera hacia adelante y en popa con camarotes de primera clase, muy similares a los de la cubierta B.

### Cubierta D

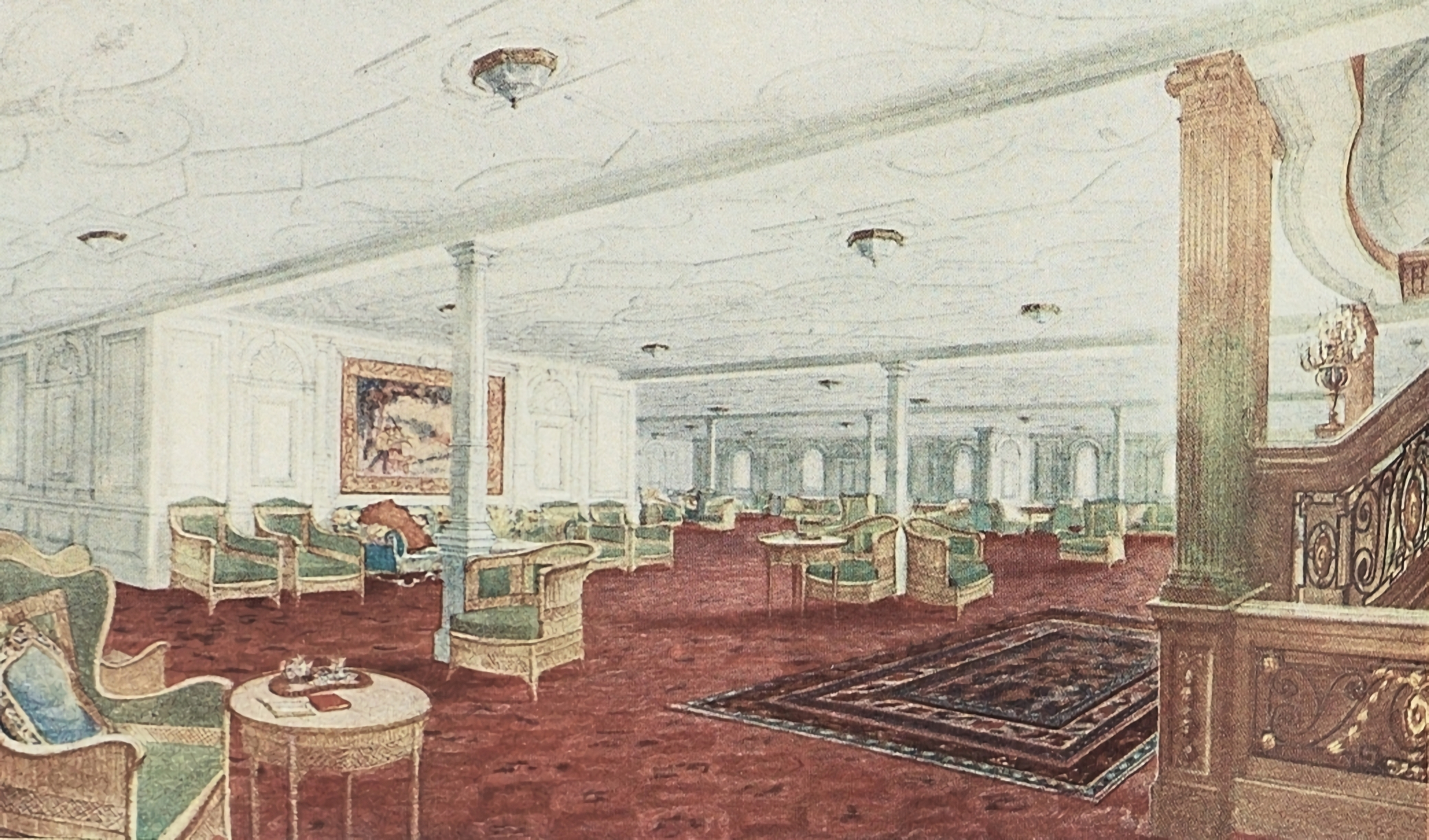
Ilustración de la sala de recepción de primera clase del Titanic, ubicado en la cubierta D. A la izquierda, se observa la Gran Escalera a su paso por el nivel de dicha cubierta.

La escalera de la cubierta D se abría directamente a la sala de recepción y al salón comedor contiguo. Detrás de la escalera había dos portales de entrada arqueados y pasarelas que comunicaban con los camarotes de primera clase en la parte delantera de la nave.

### Cubierta E
En la cubierta E, la escalera se estrechaba y perdía su gran diseño curvado, aunque estaba diseñada en el mismo estilo de roble y hierro forjado. No había salas públicas en esta cubierta, solo camarotes de primera clase. Una escalera simple se encontraba en la cubierta F, donde se podía acceder a los baños turcos y la piscina.

## Gran Escalera de popa

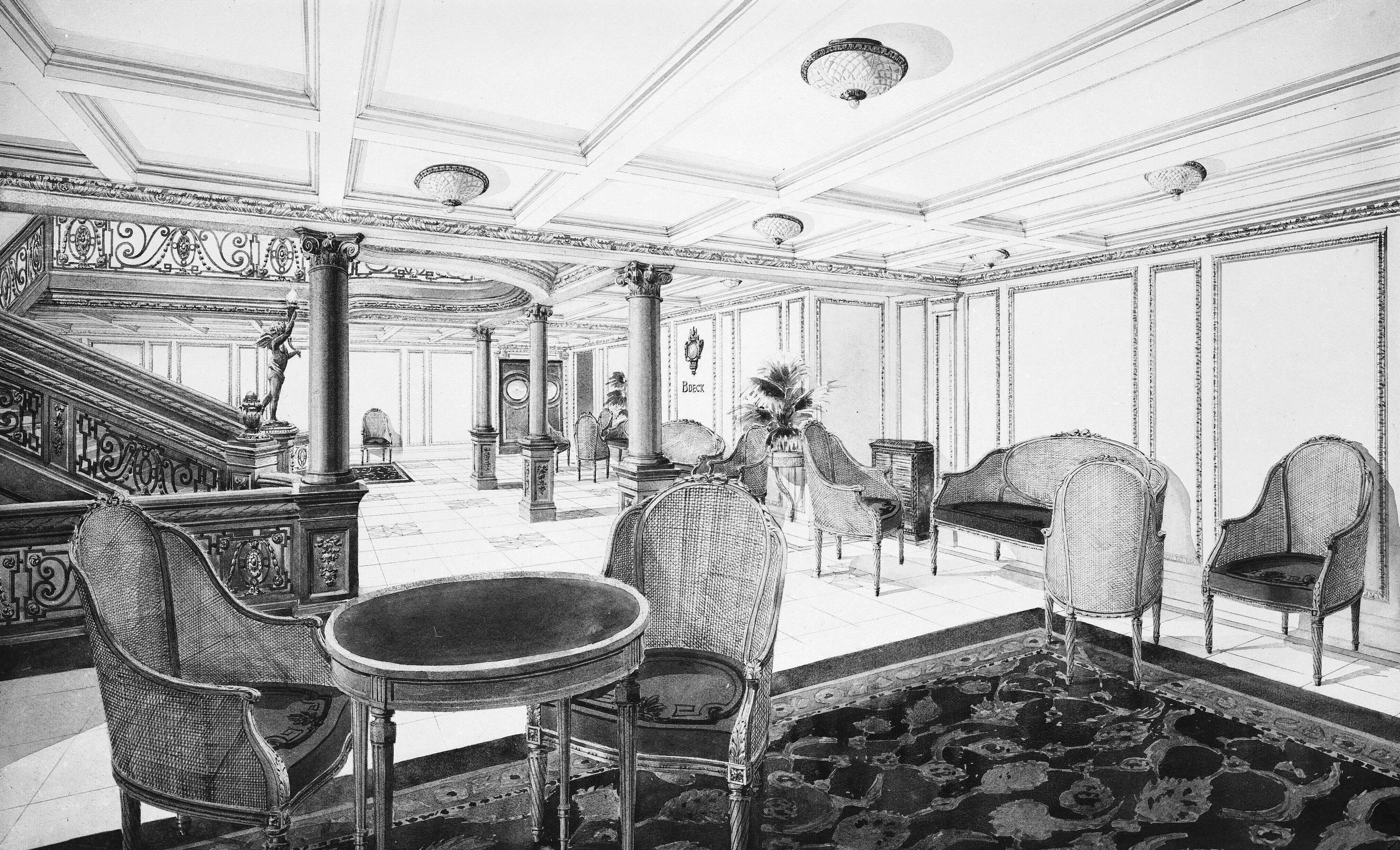
Área de recepción del restaurante Á la Carte, ubicada en el nivel de la cubierta B.

Había una segunda Gran Escalera ubicada más a popa en la nave, entre la tercera y cuarta chimenea. Aunque estaba decorada en el mismo estilo que la de proa, también incluía una cúpula en el centro, era de proporciones mucho más pequeñas y solo recorría los niveles entre las cubiertas A, B y C. Un simple reloj adornaba el rellano principal en contraste con el adornado reloj de la escalera delantera. A través de esta escalera, se podía acceder a la sala de fumadores y al salón principal desde la cubierta A.
Un área de recepción para los clientes del restaurante Á la Carte y el Café Parisien fue añadida en el Titanic, que ocupaba todo el vestíbulo de la cubierta B junto a la escalera, y estaba decorada con paneles georgianos pintados de blanco y contaba con zonas de estar alfombradas con sillas de mimbre, sofás y mesas. 
Esto también fue una innovación en comparación con el Olympic, cuyo vestíbulo en la cubierta B era mucho más pequeño debido a los camarotes y almacenes adicionales. No hubo área de recepción en el Olympic hasta las remodelaciones de 1912, en las que también se amplió el restaurante y se agregó el Café Parisien, tras observar el éxito de dichas estancias en el Titanic, con el objetivo de mejorar la popularidad de la cubierta B respecto al antiguo paseo cubierto.
En el Titanic, se instalaron dos camarotes adicionales junto a la escalera de popa, lo que redujo el tamaño del vestíbulo circundante en comparación con el Olympic.

## La Gran Escalera en la cultura popular

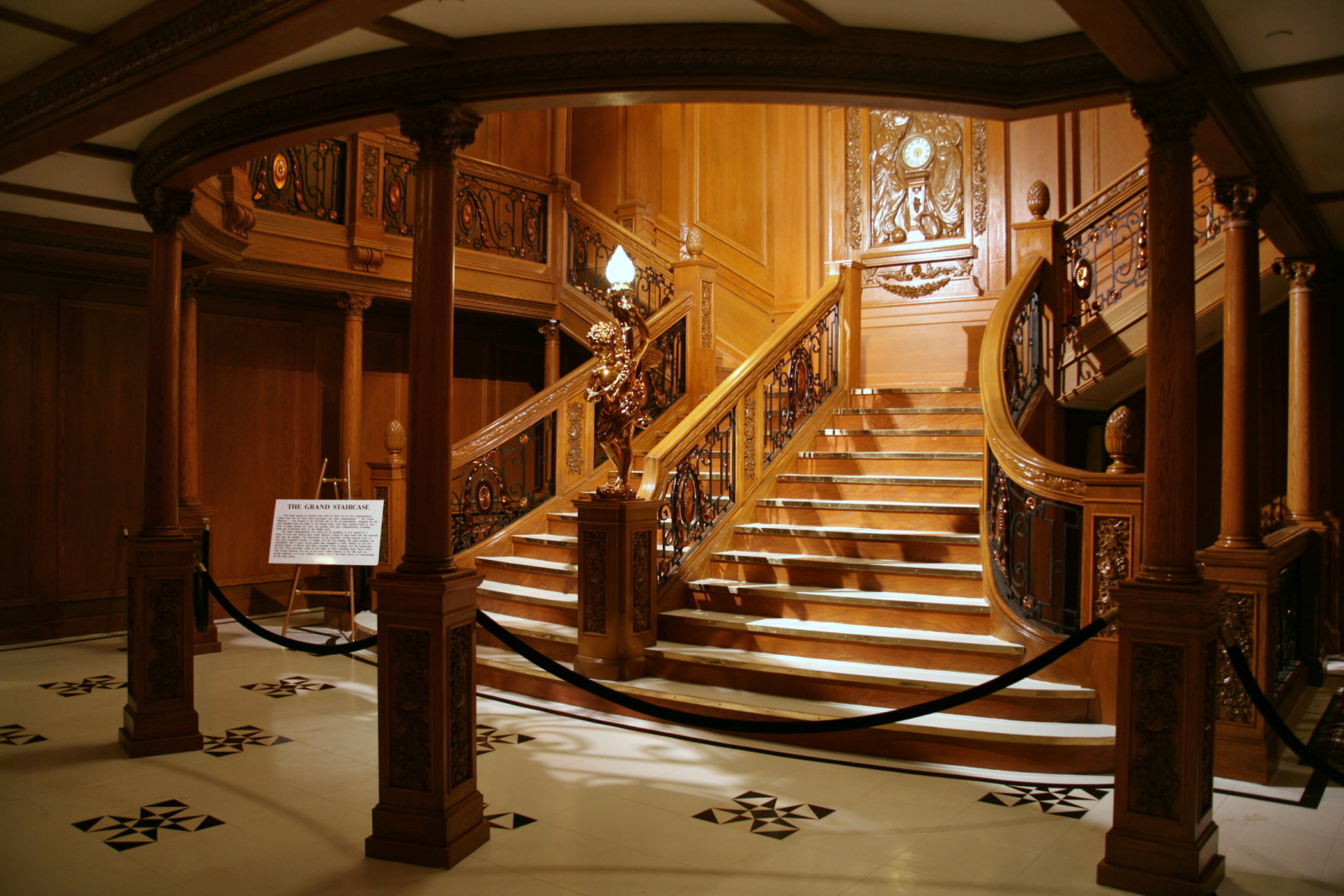
Recreación de la Gran Escalera en una exposición sobre el Titanic.

Muchas películas se han hecho acerca del hundimiento del Titanic, y casi todas han descrito la Gran Escalera. En la película de 1943, se muestra como una metáfora de la avaricia de las clases altas británicas y estadounidenses.
En el filme de 1953, dirigido por Jean Nagulesco, hay una gran cantidad de escenas en la escalera. 
También fue un foco de atención en la película de 1997. La escalera frontal fue construida con exactitud, aunque el modelo usado era de mayor tamaño que la escalera original. 
El cuerpo principal tenía 12 peldaños, incluyendo el descanso debajo del reloj. La réplica de dicho film tenía 13 escalones. En la película, la escalera se hunde y el domo de vidrio es destruido. Además no se muestra que los pasamanos fueran destrozados por el agua.

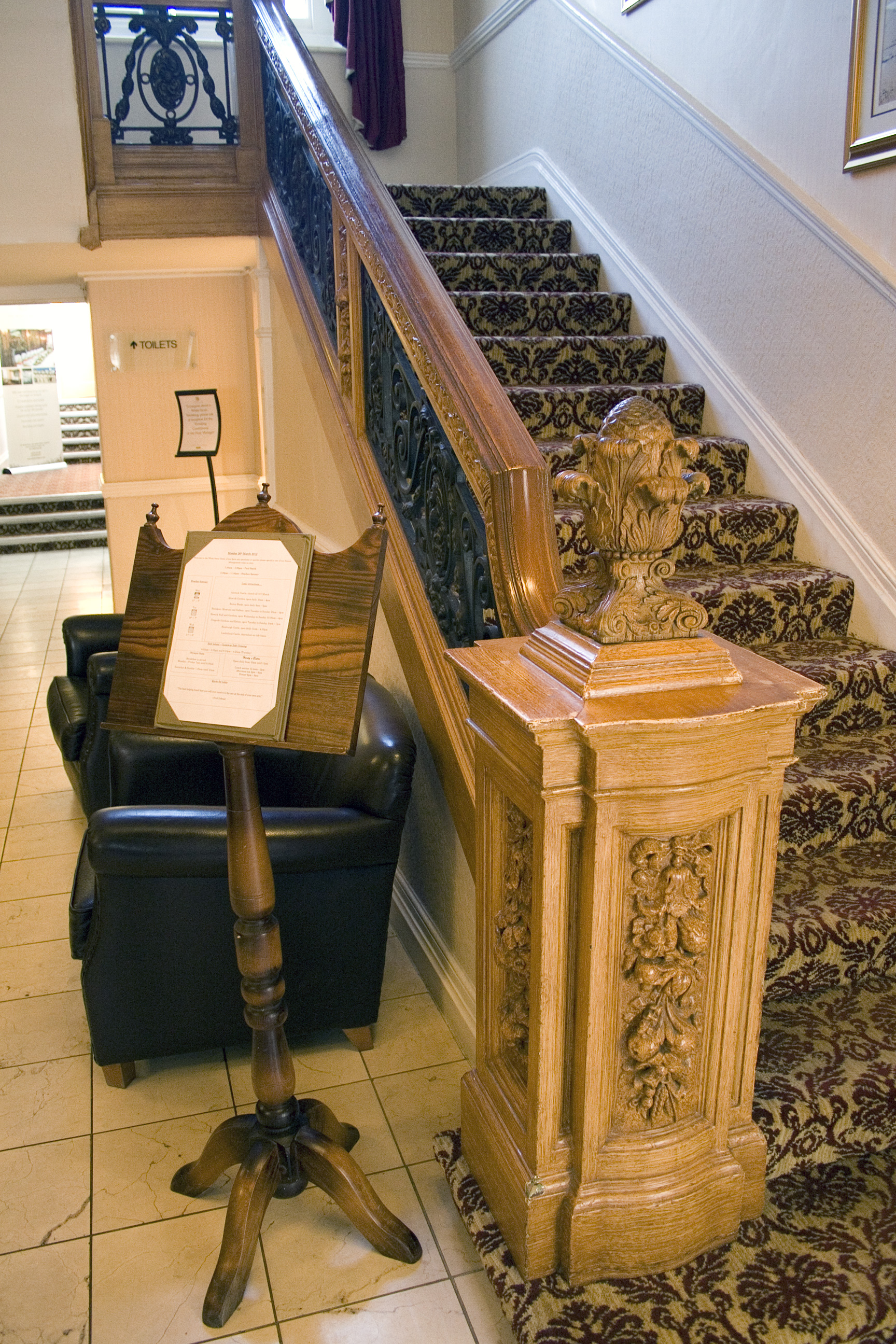
Las escaleras del hotel White Swan de Alnwick están decoradas con piezas originales de la Gran Escalera del.

Las escaleras fueron también incluidas en el videojuego Titanic: Adventure Out of Time. La escalera de proa es descrita correctamente en la mayoría de las partes, salvo algunas imprecisiones en los descansos de los cubiertas D y E, pero en la escalera de popa, no hay ningún reloj en el descanso de la cubierta A.
La escalera también fue incluida en el videojuego Titanic: Honor and Glory. A principios de abril de 2015, se publicó la demo del juego, que ofrece poder visitar algunas áreas selectas, incluyendo una parte de la mencionada escalera, la sala de recepción de pasajeros en la cubierta D, y los baños turcos del barco.
Existen también varios museos dedicados al Titanic, que poseen detalladas réplicas de la Gran Escalera. Las mostradas en los museos de Branson, Missouri y Pigeon Forge, Tennessee fueron construidas utilizando los planos originales de la cubierta, pero ambos difieren del original debido a que tienen pasamanos de metal debajo de los pasamanos de madera (por seguridad de los visitantes). La exhibida en el museo Titanic Belfast fue forzada a ser construida con pequeñas modificaciones para cumplimentar con las regulaciones actuales.
La escalera principal del hotel White Swan, ubicado en Alnwick (Inglaterra) tiene varios pasamanos originales de la Gran Escalera del RMS Olympic, que se presume que eran iguales a los de la escalera del Titanic. El comedor del hotel está revestido con el artesonado original del salón de primera clase. También, el pequeño tramo de escalera que desemboca en el comedor tiene pasamanos de la escalera del Olympic.
La escultura del reloj de pared con la inscripción El Honor y la Gloria coronando al Tiempo de la escalera del Olympic fue retirada, junto con el resto de interiores, antes del desmantelamiento del barco. Actualmente, se encuentra expuesta en el Museo Marítimo de Southampton.

## Condición en el pecio
Cuando Robert Ballard descubrió el pecio del Titanic en 1985, solo encontró un pozo abierto en el lugar donde se ubicaba la escalera. La caseta que una vez formó el nivel de la cubierta de botes de la escalera está colapsada y el gran vacío dejado donde se encontraba la cúpula ofrece una entrada conveniente para los vehículos subacuáticos operados a distancia (ROV). Un montón de restos de metal retorcido se encuentran en la parte inferior de la cubierta D, ocultando el acceso a las cubiertas inferiores.
Debido a que cada escalera fue construida individualmente y completamente de madera, se supone que la escalera se rompió y salió flotando durante el hundimiento o se desintegró en los 73 años anteriores al descubrimiento del pecio. Otra hipótesis es que lo que quedaba de la escalera fuera destruido por la fuerza de la proa cuando golpeó el lecho marino y la enorme explosión hidráulica que resultó. Los supervivientes describieron una gran ola que barrió la cubierta de botes cuando el Titanic dio su última zambullida: esta o la ola producida por la caída de la primera chimenea, a menudo es culpada de romper la cúpula y destruir la Gran Escalera. Los vestíbulos circundantes, con sus pilares de roble, techos de yeso con vigas de roble y accesorios decorativos sobreviven en condiciones reconocibles. Ken Marschall atestiguó haber visto al menos 9 piezas de hierro forjado y balaustradas doradas de las escaleras en el campo de escombros durante la expedición de Woods Hole al pecio del Titanic en 1986, aunque nunca se tomaron fotografías.
Durante el rodaje de escenas para la película Titanic de 1997, el conjunto de escaleras fue arrancado de su base reforzada con acero por la fuerza de la inundación. El director James Cameron comentó: "Nuestra escalera se rompió y flotó hacia la superficie. Es probable que esto sea exactamente lo que ocurrió durante el hundimiento real, lo que explicaría por qué no hay mucho de la escalera en el pecio"...
La escalera de popa se rompió cuando el buque se partió en dos, estando en el punto de ruptura o justo detrás del mismo. Gran parte de la madera y otros escombros encontrados flotando después del hundimiento se cree que procedían de la escalera de popa.